# Sumitomo Chemical

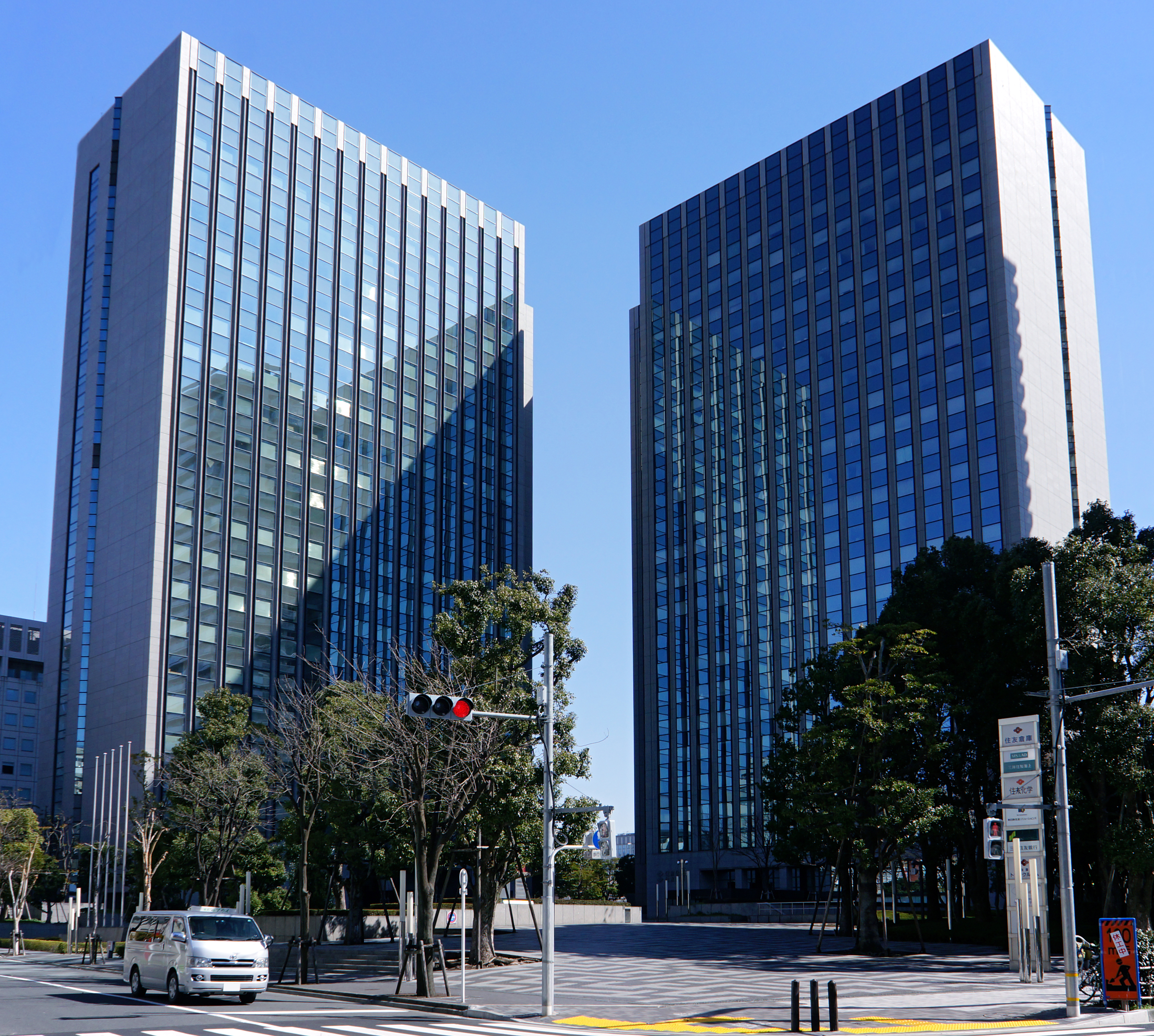
Headquarters

Sumitomo Chemical (jap. 住友化学株式会社, Sumitomo kagaku Kabushiki kaisha) ist ein japanisches Chemieunternehmen mit Firmensitz in Chūō-ku, Osaka und Chūō-ku, Tokio. Es gehört zum Sumitomo-Konzern.
Das Unternehmen wurde 1913 als Düngemittelfabrik gegründet. Heute gehören weltweit 164 Tochtergesellschaften zur Sumitomo Chemical-Gruppe, die u. a. in den Branchen Industrie-, Fein- und Petrochemie, Kunststoffproduktion und Agrochemie aktiv ist.
Die Europa-Zentrale sitzt in Machelen (Belgien). In Partnerschaft mit dem Bayer-Konzern betreibt Sumitomo das Chemieunternehmen Sumika Covestro Urethane Co. Ltd.
Eine Sumitomo-Fabrik in Niihama, die einen Kunststoff für die Gehäuse von Integrierten Schaltungen herstellte, wurde 1993 durch einen Brand zerstört. Da sehr viele Halbleiterhersteller auf diesen Grundstoff von Sumitomo angewiesen waren, kam es in der Folge zu einem deutlichen Preisanstieg am Halbleitermarkt.
2005 wurde das Pharmageschäft mit Dainippon zu Sumitomo Dainippon Pharma fusioniert, an dem Sumitomo Chemical 50,22 % der Anteile hält.
2009 übernahm Sumitomo Chemical eine Minderheitsbeteiligung von 20 % am australischen Pflanzenschutzmittelhersteller Nufarm.
Ende 2012 übernahm Sumitomo Chemical die Mehrheit bei der amerikanischen Firma McLaughlin Gormley King (MGK).